# Никарагуа на Паралимпийских играх
Никарагуа на Паралимпийских играх впервые приняли участие в 2004 году на летних Играх в Афинах (не участвовали в Играх 2008 года). На зимних Играх делегация Никарагуа участия пока не принимали. Медалей на Играх спортсмены Никарагуа пока не завоевали.